# Charles II le Chauve
Charles II dit « le Chauve », né le 13 juin 823 à Francfort-sur-le-Main et mort le 6 octobre 877 à Avrieux, est un des petits-fils de Charlemagne qui se partagent l'Empire carolingien en 843. Duc d'Alémanie (829-832), puis roi d'Aquitaine durant le règne de son père Louis le Pieux (832-834 puis 838-845), il est roi de Francie occidentale de 843 à 877, roi de Lotharingie occidentale à partir de 869, et est couronné roi de Provence, d'Italie et empereur d'Occident en 875.

## Biographie

### Surnom
Charles doit son surnom le Chauve à la circonstance suivante : dès 867, il est abbé laïc de Saint-Denis. Le 5 mai 877, jour de la consécration par le pape Jean VIII de la collégiale Sainte-Marie, future abbaye Saint-Corneille de Compiègne, il se serait fait raser le crâne en signe de soumission à l’Église malgré la coutume franque exigeant qu’un roi ait les cheveux longs. Il porte de longues moustaches tombantes.
Il est aussi possible que son surnom ait une autre explication : dans sa petite enfance, ses demi-frères avaient tous un royaume attitré, en vue de l'héritage de leur père. Charles, né d'une autre mère, était le seul sans royaume, donc sans couronne, donc « chauve ». Le surnom aurait par la suite été gardé par ses détracteurs et ennemis pour lui rappeler que son destin n'était pas d'être roi.

### Origines et enfance
Fils de l'empereur Louis le Pieux et de sa seconde épouse Judith de Bavière, Charles est né le 13 juin 823 ou 820. Il est confié, à l'âge de sept ans, à un précepteur de renom, Walafrid Strabon (v. 808/809 – 849), moine au monastère de Reichenau, en Alémanie, esprit cultivé attaché au mythe impérial, poète, auteur d'une glose contenant des commentaires de la Bible, sur lesquels se sont fondées durant des siècles les interprétations du livre sacré. Pendant neuf années, Strabon assure l'éducation du jeune prince, convaincu de la grande destinée qui attend son élève.

### Honneurs et commandements sous le règne de Louis le Pieux

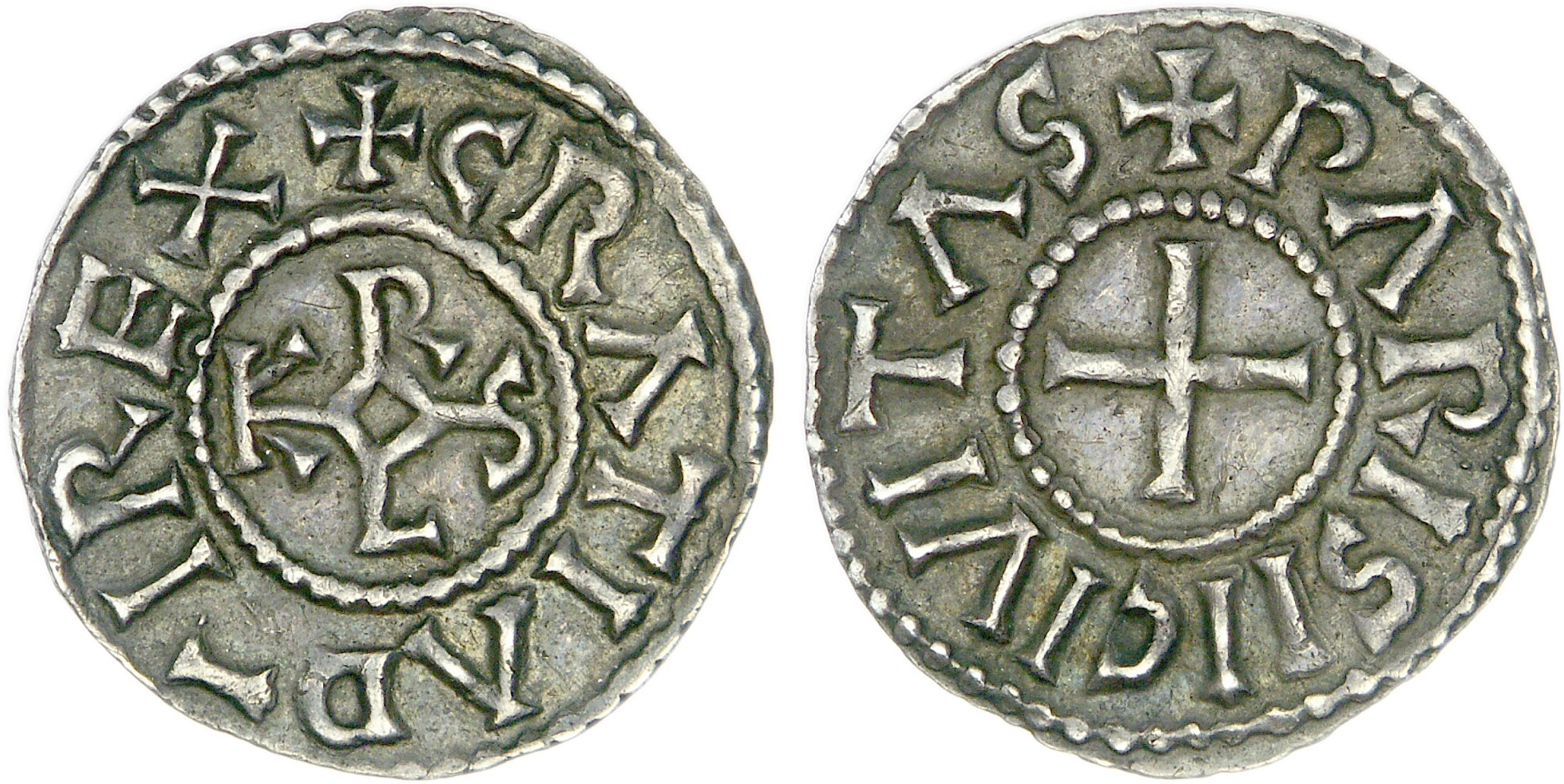
Denier de le Chauve frappé à Paris.

Dès août 829 à Worms, son père le fait duc d'Alémanie, incluant la Rhétie, l'Alsace et une partie de la Bourgogne, alors qu'il est âgé de six ans.
En septembre 832, à neuf ans, il le nomme à Limoges roi d'Aquitaine en remplacement de son demi-frère Pépin Ier d'Aquitaine ; ce dernier, ayant aidé son père dans la rébellion contre ses fils, récupère son trône le 15 mars 834 à Quierzy.
En 837, à l'assemblée d'Aix-la-Chapelle, son père lui accorde les territoires côtiers situés entre la Frise et la Seine. En 838, il obtient un territoire assimilé à un royaume incluant le Maine et la région comprise entre la Seine et la Loire. En 839, le 28 ou le 30 mai, à l'assemblée de Worms, Louis le Pieux lui donne une partie de la Francie occidentale comprise entre la Meuse et la Seine, l'ouest et le sud de la Bourgogne, la Provence, la Neustrie, la marche de Bretagne, le royaume d'Aquitaine, la Gascogne et la Septimanie.
Les faveurs accordées à Charles le Chauve, au détriment de ses demi-frères, constituent la cause des troubles qui agitent la fin du règne de leur père, et de la mésintelligence qui existe entre ses héritiers.

### Le partage de l'Empire (840-843)

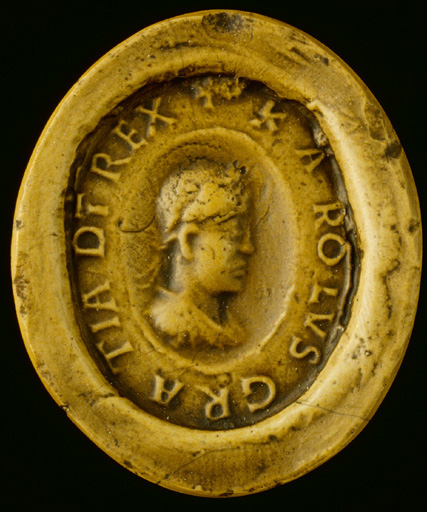
Moulage du sceau de le Chauve, roi de France. Archives Nationales.

En 840, à la mort de Louis le Pieux, la guerre commence immédiatement entre ses fils. Charles s'unit à Louis le Germanique, contre Lothaire Ier, leur frère aîné, qui aspire à les exclure du partage de l'Empire, ainsi que Pépin II d'Aquitaine, le fils de Pépin Ier d'Aquitaine, qui avait été dépossédé de son royaume par Charles le Chauve. Ensemble, Louis et Charles remportent en 841 la bataille de Fontenoy-en-Puisaye, en Bourgogne. Le 14 février 842, ils renforcent leur alliance en prononçant réciproquement les serments de Strasbourg, prononcés en langue romane et en langue tudesque afin d'être compris par les troupes de l'ouest comme de l'est de la Francie.
Les hostilités cessent avec le traité de Verdun en 843, partageant l'empire de Charlemagne en trois royaumes de taille comparable :
- Lothaire Ier reçoit la Francie médiane, Francia media (ultérieurement Lotharingie), de la mer du Nord à l'Italie et est nommé Empereur ;
- Louis le Germanique reçoit la Francie orientale, Francia orientalis ou Germanie ;
- Charles le Chauve reçoit la Francie occidentale, Francia occidentalis, origine du royaume de France[10].

Cinq ans plus tard, le 6 juin 848 dans la cathédrale d'Orléans et en présence de l'évêque de ce diocèse, Agius, Charles le Chauve, élu puis acclamé par les grands du royaume, est sacré par l’archevêque de Sens, Wénilon (ou Ganelon) : « Et, dans la ville d’Orléans, presque tous les grands, réunis aux évêques et aux abbés, élisent Charles pour leur roi et le consacrent par l’onction du saint chrême et par la bénédiction épiscopale ».

### Les guerres contre les Bretons (843-851)
En 841, Charles le Chauve reçoit le serment de Nominoë, missus de Bretagne durant le règne de Louis le Pieux. Par ailleurs, il confie à un fidèle aquitain, Bego (Bégon) la défense de la rive sud de la Loire ; Bego installe à quelques kilomètres de Nantes une place forte (à l'origine de la localité de Bouguenais), mais il est rapidement victime de dissensions au sein du camp franc.
Dès 843, les hostilités sont déclenchées entre Charles le Chauve et Nominoë. En 845, lors de la bataille de Ballon, Nominoë remporte une victoire sur Charles le Chauve. Un premier traité est conclu en 846 : Nominoë devient souverain de Bretagne. Lors de la reprise des hostilités en 849, les Bretons mènent de nombreux raids en Francie occidentale (Maine, Anjou, Poitou), et s'emparent des cités de Rennes et Nantes.
Le 22 août 851, Charles le Chauve est battu par Erispoë, lors de la bataille de Jengland. Cette défaite le conduit à signer au mois de septembre suivant le traité d'Angers qui cède à Erispoë les comtés de Rennes et Nantes ainsi que le pays de Retz, et lui reconnaît le titre de roi en échange de l'hommage.
Quelques années plus tard, sous le règne de Salomon, nouveau roi de Bretagne, Charles est encore obligé d'accepter une extension du royaume breton. Le 1er août ou le 25 août 867,, par le traité de Compiègne, Charles le Chauve concède à Salomon la péninsule du Cotentin et l'Avranchin.

### Les raids vikings et la guerre de 858 contre Louis le Germanique

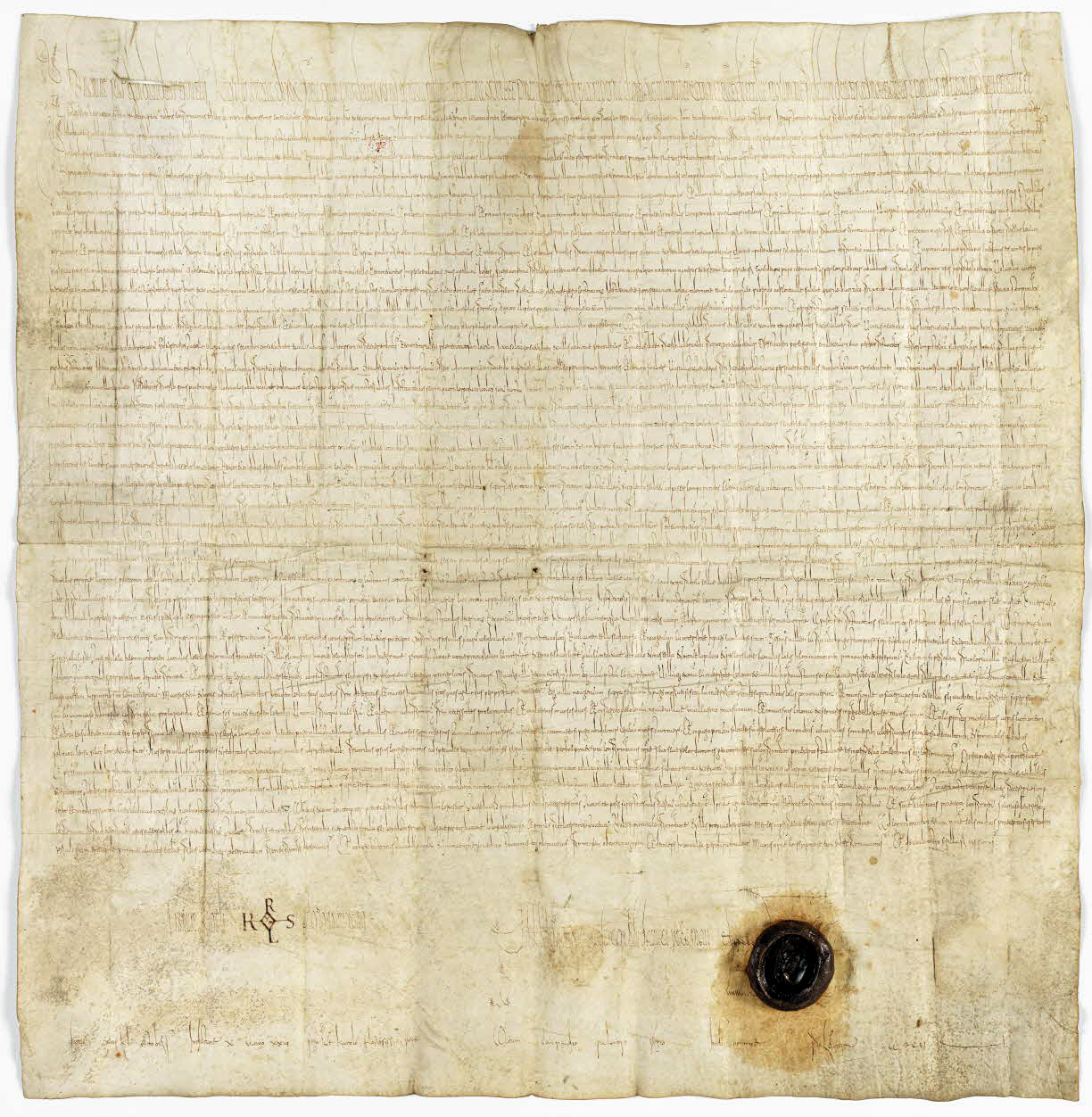
Confirmation par Charles le Chauve du partage des biens de l'abbaye de Saint-Denis entre l'abbé et les religieux. Établi à Compiègne le 19 septembre 863. Archives Nationales.

Les Vikings multiplient les raids dès les années 840 dans l'ouest du royaume (pillage de Nantes en 843 ayant entraîné la mort d'un grand nombre d'habitants parmi lesquels l'évêque saint Gohard ; premier siège de Paris en 845 ; pillage de Bordeaux en 848), ce qui contribue à affaiblir les positions franques face aux Bretons durant cette période.
De 856 à 861, la Francie occidentale est plusieurs fois rançonnée par les Vikings, alors très actifs (deuxième siège de Paris en 856-857 et troisième siège de Paris en 861).
Maintes fois, le roi Charles s'engage à leur donner de grosses sommes afin que ceux-ci se retirent et cessent de piller les riches abbayes ; les Normands touchent la rançon et reviennent plus tard. En raison de son incapacité à soumettre l'envahisseur, les grands du royaume, ayant à leur tête Robert le Fort, se rebellent contre Charles et demandent l'aide de son frère Louis le Germanique.
Au cours de l'automne 858, tandis que Charles II assiège l'île d'Oscelle (Oissel) occupée par des Vikings, Louis II quitte Worms et envahit le royaume de Charles. Il reçoit l'hommage des Aquitains, de la plupart des vassaux de la couronne et d'une faible minorité de prélats sous l'autorité de l'archevêque Wénilon de Sens qui lui donne même l'onction du sacre. Charles est contraint de se réfugier en Bourgogne ; plusieurs évêques réagissent, sous la conduite de l'archevêque Hincmar de Reims. Réunis à Reims le 25 novembre 858, ils demandent le départ des Francs orientaux et le retour de Charles. Louis s'exécute et licencie une partie de son armée. Profitant de la situation, Charles réussit à rassembler des troupes et marche vers le nord. Les deux armées se font face à Jouy, près de Soissons ; voyant que l'armée de Charles est plus importante que la sienne, Louis se retire sans combattre.
Par ailleurs, Charles II doit soutenir plusieurs guerres contre son neveu Pépin II d'Aquitaine pour conserver son pouvoir sur l'Aquitaine.
La Monnaie est instituée en 864 par l'édit de Pîtres : c'est aujourd'hui l'une des plus anciennes institutions françaises.

### Roi de Lotharingie (869) puis empereur (875)

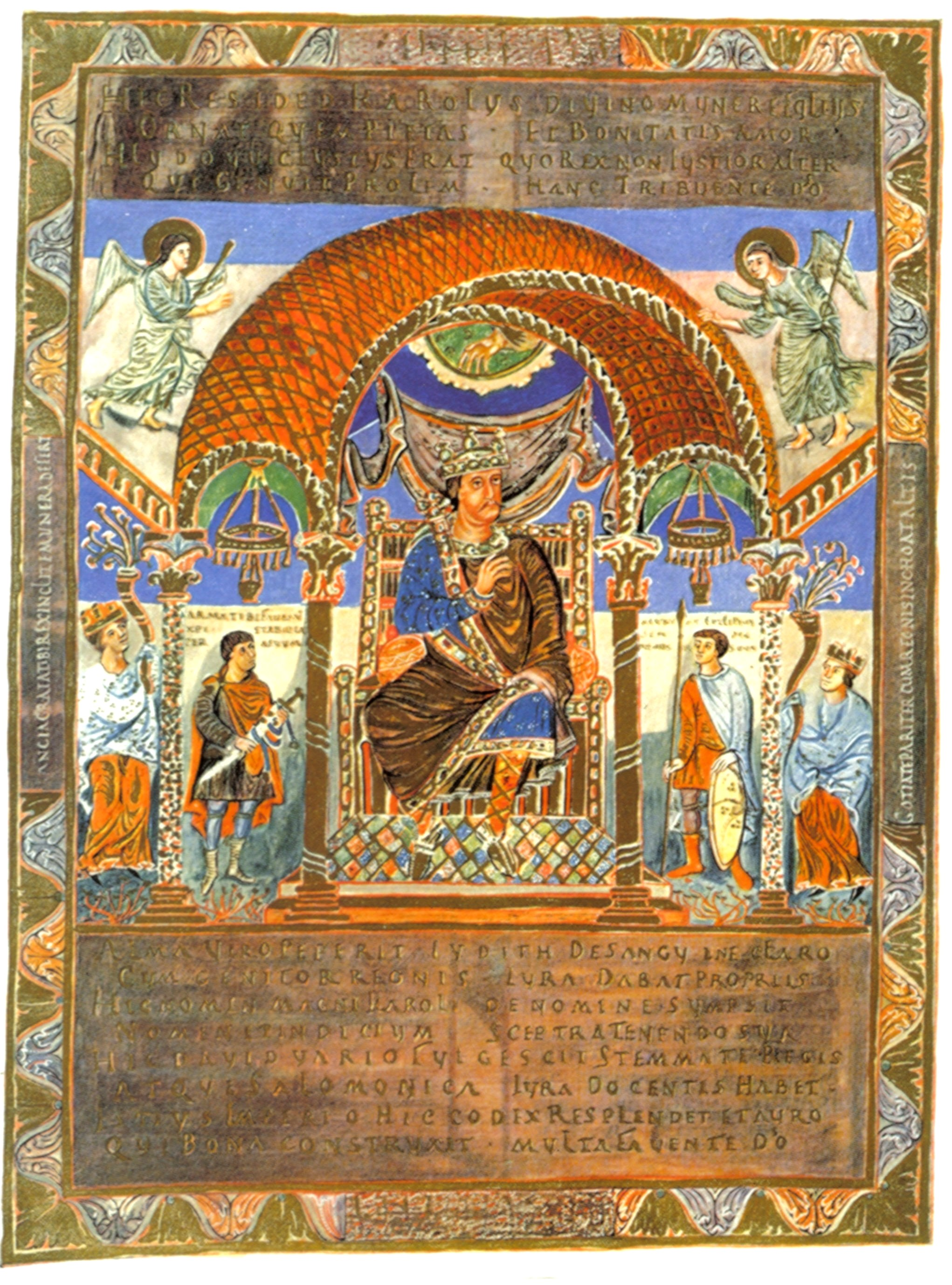
Charles le Chauve, miniature peinte vers 870.

Après la mort de Lothaire II, il est couronné roi de Lotharingie le 9 septembre 869 à Metz par l'archevêque Hincmar de Reims, l’évêque de Metz Advence prétendant que tous les évêques et grands laïcs de Lotharingie souhaitent l'avènement de Charles. Avant le couronnement, Charles doit prendre des engagements envers ses nouveaux sujets,.
Mais Louis le Germanique intervient aussi en Lotharingie : en août 870, au traité de Meerssen, Charles doit lui céder une partie du territoire. La frontière entre leurs deux royaumes suit alors la Moselle et de la ville de Thionville vers la rivière l’Ourthe en Belgique qui fort probablement servira de repère pour rejoindre la Meuse jusqu’à son embouchure en Mer du Nord. Le traité accorde aussi à Charles le Chauve la partie nord du royaume de Provence, domaine (avec l'Italie) de l'empereur Louis II, fils aîné de Lothaire Ier.
En 875, après la mort de Louis II, héritier du trône impérial, ainsi que des royaumes d'Italie et de Provence, il entreprend un voyage en Italie. Le 25 décembre 875 à Rome, 75 ans exactement après le couronnement de Charlemagne, il est couronné empereur par le pape Jean VIII.
Louis le Germanique meurt à Francfort le 28 août 876. Charles en profite pour envahir la Lotharingie orientale. Mais les fils de Louis lui infligent une sévère défaite le 8 octobre 876 à Andernach près de Coblence.
S'étant ensuite rendu en Italie afin de porter secours au pape Jean VIII en lutte contre les Sarrasins, il est contraint de revenir en France pour faire face à une attaque de Carloman, autre fils de Louis le Germanique. Sur le chemin, entre le 14 et le 16 juin 877, il promulgue le capitulaire de Quierzy, considéré comme la reconnaissance juridique de l'hérédité de la charge de comte — qui était déjà un état de fait depuis des décennies — et des honneurs, et donc l'un des fondements juridiques de la future féodalité.
Sur le chemin du retour, il est atteint d'une pleurésie, se réfugie à Aussois et meurt des suites de cette maladie, le 6 octobre 877, au village de Brios, l'actuel Avrieux, au pied du Mont-Cenis. La rumeur publique accuse rapidement Sédécias (Zédéchias), un de ses médecins juifs, de l'avoir empoisonné, avec la complicité de Richilde.

## Tombeau

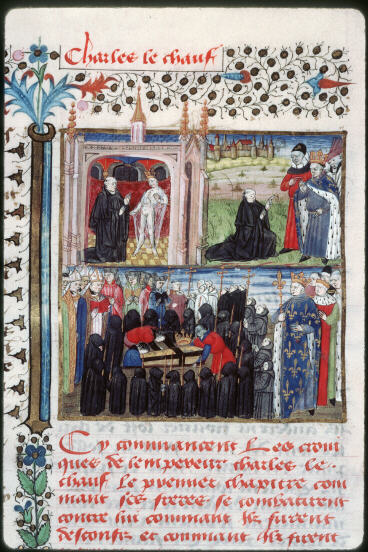
Apparition de Charles le Chauve et sa mise en sépulture à Saint-Denis (France, XVe siècle).

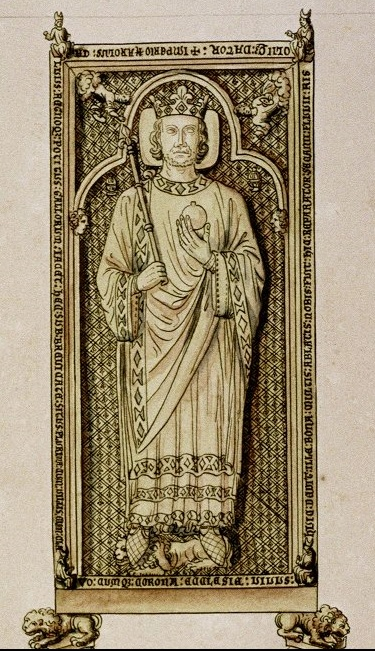
Dessin du tombeau de.

Au cours du retour vers Paris, en raison de la décomposition du corps, son corps est enterré à Saint-Pierre de Nantua. Selon la tradition, sept ans après sa mort, Charles le Chauve apparaît à un moine de Saint-Denis (et à un moine de Saint-Quentin-en-Vermandois). À sa requête, le moine demande à son fils Louis II le Bègue de faire rapporter le corps de son père à Saint-Denis. Finalement, en 884, ses ossements sont ramenés à l'abbatiale de Saint-Denis.
En effet, l’empereur et roi Charles II, ayant assumé l’abbatiat de Saint-Denis en 867, exprime le vœu de reposer dans l’abbatiale, en précisant même l’emplacement de sa future sépulture, derrière l’autel de la Trinité. La reine Ermentrude, son épouse, est enterrée à Saint-Denis en 869. Un fils du couple impérial, Charles, meurt la même année que son père en 877 et est inhumé aux côtés de sa mère.
On ignore toutefois quel était l’aspect de ce premier tombeau impérial. Trois siècles et demi plus tard, la réalisation d’un nouveau tombeau donne le coup d’envoi à la réorganisation sous Louis IX du nouveau transept et du chœur de la basilique Saint-Denis en lieu mémoriel de la royauté. Lorsque l’abbé Eudes Clément (1229-1245) part pour Rouen en 1245, le tombeau de Charles II le Chauve est achevé.
Il s’agissait d'un gisant sur dalle en bronze porté par des colonnettes. L'empereur était représenté en demi-relief, sa tête couronnée reposant sur un coussin, ses pieds sur un lion. La main droite tenait un sceptre fleurdelisé, la gauche une sphère. Deux angelots, placés dans les écoinçons du trilobe encadrant la tête du souverain, tenaient des encensoirs et des navettes. Une inscription en creux formait la bordure de la tombe rappelait les bienfaits qu’il avait dispensés à l’abbaye. Le fond de la plaque était entièrement émaillé en bleu, avec fleurs de lis et réseau en or.
Des plaques d'émail incrusté décoraient aussi les bordures des robes et du manteau. Quatre lions de bronze, reposant sur des colonnettes jumelles très courtes, de pierre, supportaient cette table. Sur les quatre angles les ecclésiastiques mitrés devaient servir à porter des cierges que l’on faisait régulièrement brûler en l’honneur de l’empereur, comme à Saint-Germain-des-Prés pour le roi mérovingien Childebert Ier.
Le monument se trouvait au milieu du chœur des moines, devant la croix que Charles II le Chauve avait offerte à l’abbaye, aligné avec les tombeaux de Philippe II Auguste et de Louis VIII situés devant le maître-autel. Le tombeau de l’empereur marquait la limite occidentale de l’espace funéraire.
Après la journée du 10 août 1792, la convention décida de faire fondre toutes les statues et monuments en bronze de la monarchie abolie. Les statues de bronze des tombeaux ainsi que les gisants en métaux furent enlevés et fondus au cours des journées de profanation des tombes de la basilique Saint-Denis. Seuls des dessins de François Roger de Gaignières nous en gardent le souvenir ainsi que la description faite par Viollet-le-Duc dans son Dictionnaire raisonné de L'architecture.
La disparition de ce tombeau, unique en son genre, laisse un vide majeur dans la nécropole royale de Saint-Denis. Eugène Viollet-le-Duc envisage une reconstitution au milieu du XIXe siècle. Il en a laissé des dessins mais ce projet n'est pas réalisé.

## Naissance de la féodalité
Poursuivant l’œuvre législatrice et organisatrice de Charlemagne, Charles II a laissé un grand nombre de capitulaires, dont le capitulaire de Quierzy particulièrement important pour l'évolution politique et sociale du royaume.
En 847, il promulgue le capitulaire de Meerssen, qui marque le début de la féodalité. Charles II invite tout homme libre à se choisir un seigneur, que ce soit le roi ou un autre seigneur : « Volumus ut unusquisque liber homo in nostro Regno Seniorem, qualem voluerit in nobis & in nostris Senioribus, accipiat » (Nous voulons que chaque homme libre dans notre royaume reçoive pour seigneur celui qu'il aura lui-même choisi, soit nous-même, soit un de nos fidèles).
À la suite de Charlemagne, créateur d'un corps d'officiers chargé de décimer les loups dans l'empire (la louveterie), Charles II crée un corps d'officiers spécialisés (les « bévari » ou « bevarii », officier des bièvres) spécialement chargé de la chasse aux castors, très recherchés pour leur fourrure et depuis l'Antiquité pour le castoréum qu'ils produisent (il est également probable que les moines se soient plaints des castors qui font volontiers des barrages sur les fossés de drainage que l'on creusait alors dans toute l'Europe pour gagner de nouvelles terres sur les marais et forêts inondées) ; on l'accusait aussi de dégrader les cultures faites en bord d'eau.
Entre le 14 et le 16 juin 877, quelques semaines avant de mourir, Charles le Chauve promulgue le Capitulaire de Quierzy. Celui-ci reconnaît l'hérédité de la charge de comte (qui était déjà un état de fait) et l'hérédité des honneurs, ce qui rend illégal la révocation d'un comte ou le refus d'accorder le titre de comte au fils d'un comte qui venait de mourir comme c'était possible jusque-là (car Charlemagne avait créé le poste de comte comme un fonctionnaire révocable à l'origine). Il s'agit de l'un des fondements juridiques importants de la féodalité.

## Mariage et descendance
Le 14 décembre 842 à Quierzy, Charles épouse Ermentrude d'Orléans, de la famille des Agilolfinges, dont il a neuf enfants :
- Judith (vers 843 – 870), qui épouse en 856 le roi du Wessex Æthelwulf (mort en 858), puis son fils Æthelbald (mort en 860), puis le comte de Flandre Baudouin Ier ;
- Louis II « le Bègue » (846-879), roi des Francs, qui épouse en 862 Ansgarde de Bourgogne puis en 878 Adélaïde de Frioul ;
- Charles « l'Enfant » (vers 847 – 866) roi d'Aquitaine ;
- Carloman (vers 847 – vers 877), abbé de Saint-Médard de Soissons puis d'Echternach ;
- Ermentrude, abbesse de l'abbaye d'Hasnon en 877[33] ;
- Hildegarde ;
- Rotrude ;
- Lothaire « le Boiteux » (vers 850 – 866), abbé de Saint-Germain d'Auxerre ;
- Godehilde de France (vers 864 - 923), qui épouse le comte du Maine Godefroi III (ou Gozlin)[34],[35].

Charles épouse ensuite Richilde, de la famille des Bosonides, dont il a une fille :
- Rothilde (vers 871 – vers 928), épouse le comte du Maine Roger.

Le couple aurait également d'autres enfants morts jeunes, dont Pépin et Dreux, peut-être jumeaux, enterrés dans l'abbaye de Saint-Amand.

## Dans la fiction
- Vikings (saisons 3, 4 et 5), Charles II le Chauve est incarné par Lothaire Bluteau.

## Locution argotique
Charles le Chauve est utilisé en argot pour désigner le sexe ou sans doute plus précisément le gland. Il est difficile de reconstituer toutes les origines des locutions argotiques, mais dans le Milieu (crime organisé français) il était d'usage d'affubler les prénoms de surnoms (par exemple Pierre Loutrel dit Pierrot le Fou), reprenant un mode de désignation très ancien. "Charles le Chauve" évoquait par sa structure une désignation argotique, transférée dans l'argot lui-même vers une partie de l'anatomie, pour son caractère évocateur.
Faire sauter la cervelle à Charles le Chauve : se masturber

### Iconographie et articles connexes
- Première Bible de Charles le Chauve
- Seconde Bible de Charles le Chauve
- Coupe des Ptolémées